# Bactris grayumii
Bactris grayumii là loài thực vật có hoa thuộc họ Arecaceae. Loài này được de Nevers & A.J.Hend. mô tả khoa học đầu tiên năm 1996.